# 梅島站
梅島站（日语：／ Umejima eki */?）是日本東京都足立區梅田七丁目內的東武鐵道伊勢崎線（東武晴空塔線）的鐵路車站。車站編號是TS 12。

## 歷史
- 1924年10月1日：開業[2]。
- 1968年（昭和43年）3月：高架化。
- 1995年（平成7年）10月10日：下行月台電扶梯啟用。
- 1996年（平成8年）
  - 3月22日：上下行月台電扶梯啟用。
  - 4月26日：電梯啟用。
- 2012年（平成24年）
  - 3月15日：導入發車音樂。
  - 3月17日：導入車站編號TS 12[3]。

## 結構
本站是島式月台1面2線高架車站。由於用地狹小，採取上行月台設於北千住側，下行月台設於西新井側的一直線月台配置。月台設於緩行線，其外側是急行線。
階梯、電梯、電扶梯集中在上下兩月台之間（車站中央部分）。由於該處是兩月台的最後面車廂的停靠處，因此本站使用者多集中在最後面車廂。
高架化完成時，上下月台為完全分離，但在1996年改建工程時，為了興建電梯與電扶梯而將兩月台連為一體，上下月台可直接往來。高架化前是2面2線側式月台構造，站房也是上下月台分別獨立。
車站出入口面對舊日光街道。
廁所在1樓付費區內，附設多功能廁所。
過去月台前端是知名列車攝影點，但在周邊居民不斷抗議侵害隱私之下，2014年起禁止列車攝影。

### 月台配置
| 月台 | 路線         | 方向 | 目的地                                                             |
| ---- | ------------ | ---- | ------------------------------------------------------------------ |
| 1    | 東武晴空塔線 | 上行 | 北千住、東京晴空塔、淺草、 日比谷線 中目黑方向                     |
| 2    | 東武晴空塔線 | 下行 | 西新井、竹之塚、北越谷、北春日部、東武動物公園、 日光線 南栗橋方向 |

## 使用情況
2017年度1日平均上下車人次為34,093人。
近年1日平均上下車人次、上車人次的推移如下表。
| 年度               | 1日平均 上下車人次 | 1日平均 上車人次 |
| ------------------ | ------------------ | ---------------- |
| 1974年（昭和49年） |                    | 17,418           |
| 1975年（昭和50年） |                    | 17,484           |
| 1976年（昭和51年） |                    | 17,228           |
| 1977年（昭和52年） |                    | 17,103           |
| 1978年（昭和53年） |                    | 16,762           |
| 1979年（昭和54年） |                    | 15,911           |
| 1980年（昭和55年） |                    | 15,549           |
| 1981年（昭和56年） |                    | 14,839           |
| 1982年（昭和57年） |                    | 14,419           |
| 1983年（昭和58年） |                    | 14,392           |
| 1984年（昭和59年） |                    | 14,532           |
| 1985年（昭和60年） |                    | 14,629           |
| 1986年（昭和61年） |                    | 14,833           |
| 1987年（昭和62年） |                    | 14,891           |
| 1988年（昭和63年） |                    | 15,162           |
| 1989年（平成元年） |                    | 15,242           |
| 1990年（平成02年） |                    | 15,400           |
| 1991年（平成03年） |                    | 15,389           |
| 1992年（平成04年） |                    | 15,463           |
| 1993年（平成05年） |                    | 15,440           |
| 1994年（平成06年） |                    | 15,175           |
| 1995年（平成07年） |                    | 15,314           |
| 1996年（平成08年） |                    | 15,378           |
| 1997年（平成09年） |                    | 15,052           |
| 1998年（平成10年） | 28,975             | 15,047           |
| 1999年（平成11年） | 28,779             | 14,986           |
| 2000年（平成12年） | 28,452             | 14,756           |
| 2001年（平成13年） | 28,632             | 14,608           |
| 2002年（平成14年） | 28,436             | 14,496           |
| 2003年（平成15年） | 28,659             | 14,549           |
| 2004年（平成16年） | 28,867             | 14,592           |
| 2005年（平成17年） | 29,214             | 14,792           |
| 2006年（平成18年） | 29,425             | 14,868           |
| 2007年（平成19年） | 30,323             | 15,197           |
| 2008年（平成20年） | 30,335             | 15,175           |
| 2009年（平成21年） | 29,853             | 14,959           |
| 2010年（平成22年） | 29,771             | 14,915           |
| 2011年（平成23年） | 29,608             | 14,849           |
| 2012年（平成24年） | 30,702             | 15,363           |
| 2013年（平成25年） | 31,232             | 15,652           |
| 2014年（平成26年） | 31,068             | 15,587           |
| 2015年（平成27年） | 31,993             | 16,069           |
| 2016年（平成28年） | 32,927             |                  |
| 2017年（平成29年） | 34,093             |                  |

## 周邊
本站周邊位於足立區中央，往東步行10分鐘可至足立區役所，是區役所最近車站。

### 北側
- 文彰寺
- 實修寺
- 足立區立貝爾蒙特公園（日语：ベルモント公園）
- 東京消防廳足立消防署（日语：足立消防署）
- 足立區役所
  - 足立區中央本町區民事務所
- 足立保健所生活衛生課
  - 中央本町保健綜合中心
- 東京都立足立高等學校（日语：東京都立足立高等学校）
- 足立區立第四中學校（日语：足立区立第四中学校）
- 足立梅島郵便局
- 山田電機Tecc Land足立店

### 南側
- L Sophia
  - 足立區性別平等廣場
  - 足立區梅田區民事務所
  - 足立區消費者中心
  - 梅田地域學習中心
- 足立梅田郵便局
- 梅田兒童之家
- 梅田住區中心
- 足立區立梅田圖書館（日语：足立区立図書館）
- Shopping Town KARIBU梅田
- 梅田醫院
- 日本基督教團足立梅田教會
- 足立區立第九中學校（日语：足立区立第九中学校）
- 足立區立梅島小學校（日语：足立区立梅島小学校）

### 巴士路線
最近的巴士站是車站北側舊日光街道上的「梅島站前」與車站東北方的「梅島站入口」。另外，車站往西南方步行7分鐘左右有「足立梅田町」巴士站。以下路線由東京都交通局、東武巴士中央運行。
梅島站前
- 王49系統：往千住車庫（日语：都営バス千住営業所）前、往王子站前（都營）

足立梅田町
- 草41系統：往淺草壽町（都營）

梅島站入口
- 西05系統：往足立區役所、往鹿濱都市農業公園（日语：都市農業公園）（足立區社區巴士「春風」、東武）

## 相鄰車站
東武鐵道
 東武晴空塔線
■急行、■區間急行、■準急、■區間準急
通過
■普通
五反野（TS 11）－梅島（TS 12）－西新井（TS 13）

## 外部連結
- 梅島（車站資訊） - 東武鐵道（日語）